# نيلسون ماركوس
نيلسون ماركوس (بالبرتغالية: Nélson Augusto Tomar Marcos‏) (10 يونيو 1983 بسال، الرأس الأخضر في الرأس الأخضر - ) هو لاعب كرة قدم برتغالي في مركز الدفاع. شارك مع منتخب البرتغال تحت 21 سنة لكرة القدم ومنتخب البرتغال لكرة القدم. أما مع النوادي، فقد لعب مع أوساسونا وريال بيتيس ونادي ألكوركون ونادي ألميريا ونادي باليرمو ونادي بنفيكا ونادي بوافيشتا ونادي بيلينينسش وسالجويروس ‏ وفيلانوفنسي ‏.

## وصلات خارجية
- نيلسون ماركوس على موقع قاعدة بيانات كرة القدم.إي يو (الإنجليزية)
- نيلسون ماركوس على موقع ناشيونال فوتبول تيمز (الإنجليزية)
- نيلسون ماركوس على موقع Soccerbase.com (لاعب) (الإنجليزية)
- نيلسون ماركوس على موقع Soccerway.com (الإنجليزية)
- نيلسون ماركوس على موقع عالم كرة القدم.نت (الإنجليزية)
- نيلسون ماركوس على موقع AS.com (الإسبانية)